# Allium tuberosum

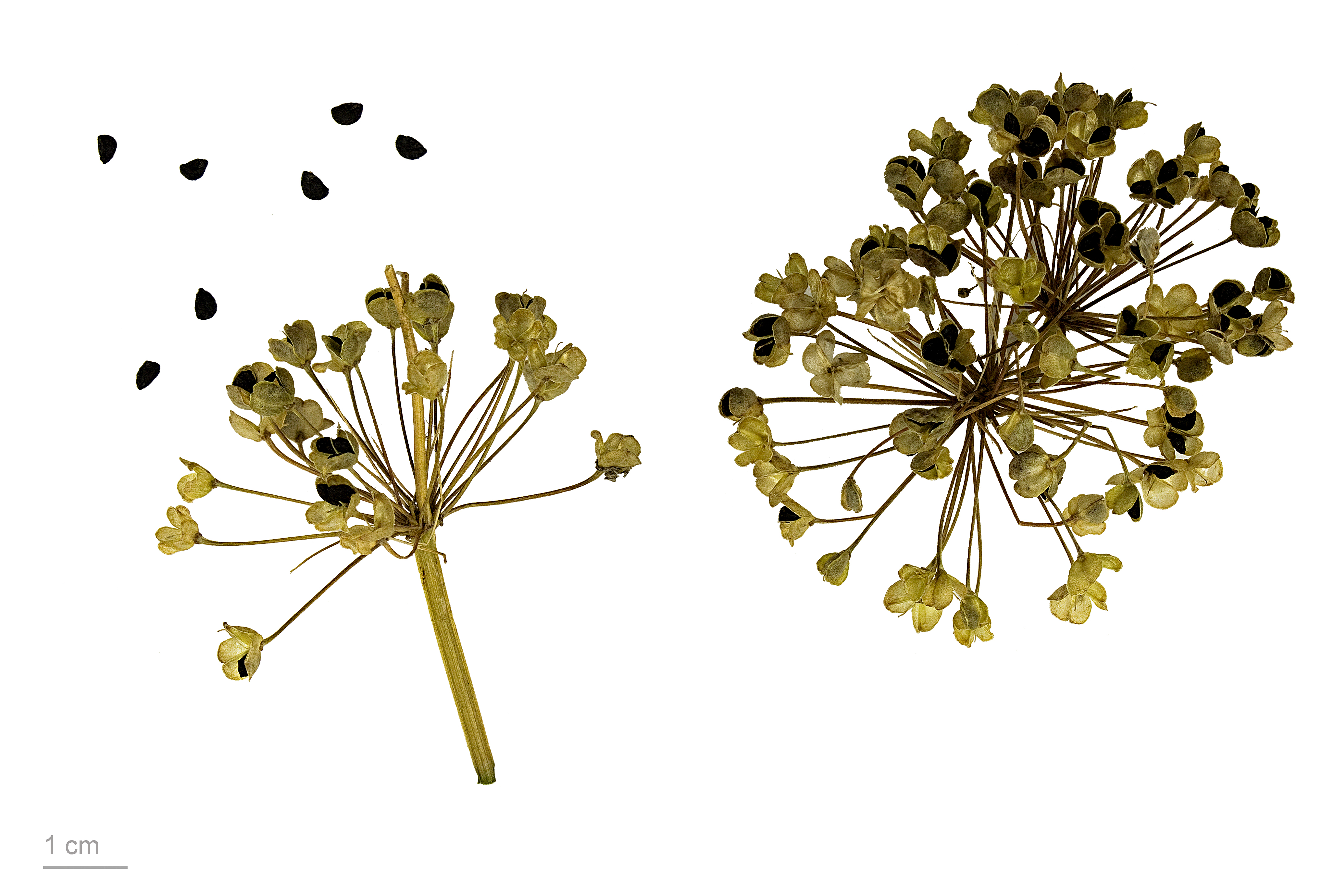
Allium tuberosum
MHNT

Cebolinho chinês ou nirá , do japonês ニラ ou 韮 (Allium tuberosum ou Allium ramosum) é uma planta herbácea pertencente ao género Allium, ao qual pertencem também, por exemplo, o alho e a cebola. É cultivada pelo homem, sendo as suas folhas uso culinário, sobretudo na Ásia, continente de onde é originária.
A sua variante cultivada é normalmente designada por Allium tuberosum, enquanto que a variante selvagem é normalmente designada por A. ramosum. Existem referências antigas a esta planta que a designam como A. odorum, que é hoje considerado um sinónimo de A. ramosum. Alguns botânicos colocam tanto a variante cultivada como a selvagem na designação A. ramosum, dado existirem diversas variantes intermédias.

## Descrição
O cebolinho chinês é uma planta bolbosa, podendo atingir cerca de 70 cm de altura. As suas folhas são verdes e estreitas.
A sua inflorescência consiste numa umbela de flores brancas em forma de estrela.

## Cultivo
A multiplicação desta planta é feita através de semeadura, quer no outono, quer no início da primavera. A colheita acontece norlmalmente alguns meses após a plantação.
As folhas de cebolinho chinês suportam bem a congelação.

## Uso culinário
O cebolinho da china é muito usado na culinária asiática, possuindo um sabor mais próximo do alho do que do cebolinho, apesar de ser bastante mais suave. Tanto as folhas como o caule são usados como tempero, à semelhança do cebolinho ou do alho. Na China, é normalmente usado na confecção de raviolis em conjunto com ovo, camarão e carne de porco. As flores podem também ser usadas como uma especiaria. No Vietname, as folhas de cebolinho chinês são cortadas em pedaços pequenos e usadas como o único vegetal em sopas de caldo com rim de porco.
É também bastante usado na culinária da Coreia, em pratos como o buchukimchi (부추김치,  kimchi de cebolinho chinês) ou o buchjeon (부추전, panquecas de cebolinho chinês).